# Fort Thüngen

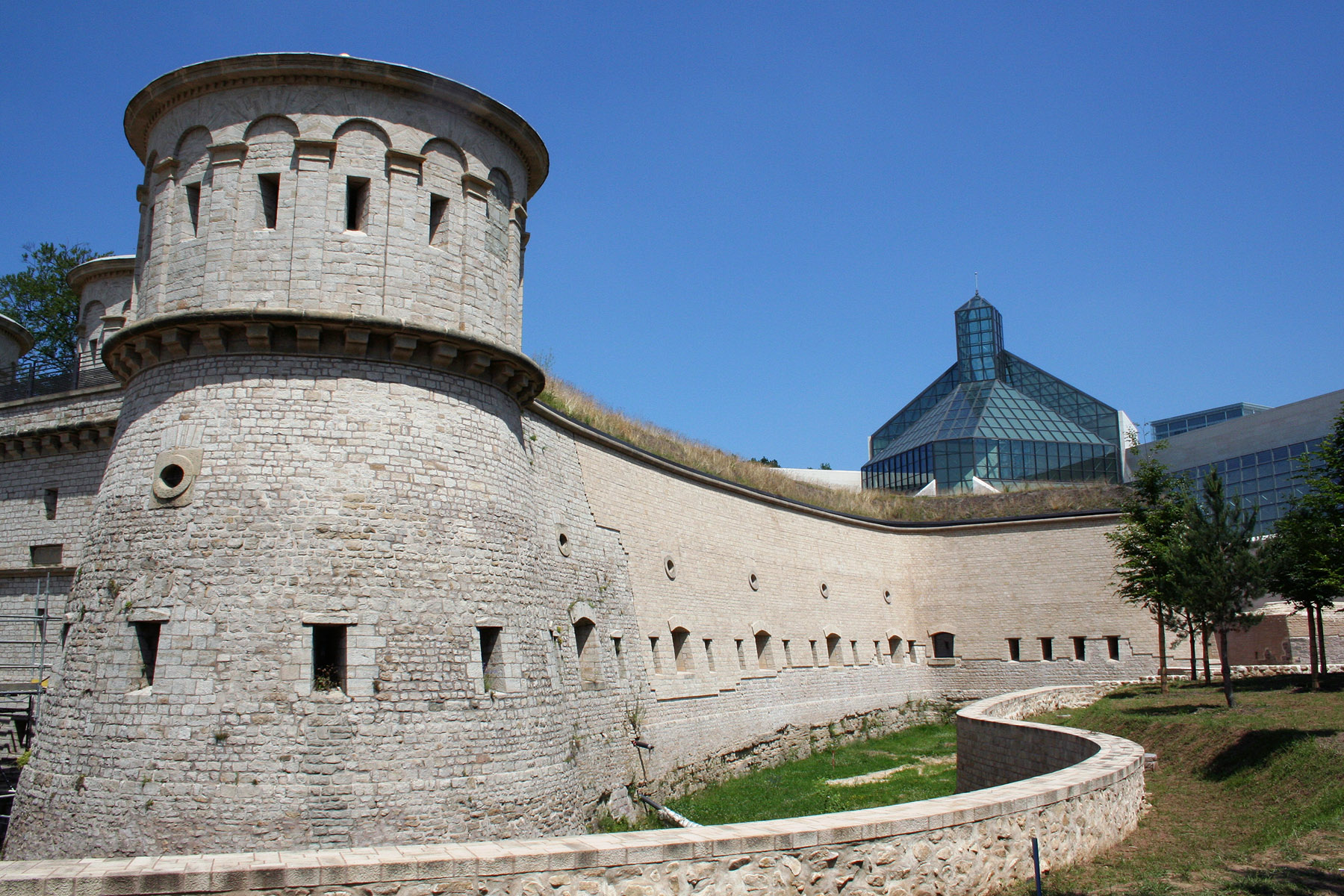
Fort Thüngen reconstruit găzduiește Musée Dräi Eechelen.

Fort Thüngen este o fortificație istorică din Luxemburg, în sudul Luxemburgului. Este amplasat în parcul Dräi Eechelen, în cartierul Kirchberg, în nord-estul orașului. Este, de asemenea, cunoscut sub denumirea de Trei ghinde, cu referire la ghindele care stau deasupra fiecăruia dintre cele trei turnuri.
Cea mai mare parte a cetății originale a fost demolată după Tratatul de la Londra din 1867, care a cerut demolarea numeroaselor fortificații din orașul Luxemburg. Cele trei turnuri și temeliile restului fortului erau tot ce rămăseseră. În anii 90, situl a fost reconstruit în întregime, în paralel cu dezvoltarea site-ului pentru construcția Mudam, muzeul de artă modern din Luxemburg. După ce a fost complet restaurată, clădirea a fost redeschisă în 2012 sub denumirea de Musée Dräi Eechelen.